# Телячье (Великоустюгский район)
Телячье — деревня в Великоустюгском районе Вологодской области.
Входит в состав Усть-Алексеевского сельского поселения, с точки зрения административно-территориального деления — в Усть-Алексеевский сельсовет.
Расстояние по автодороге до районного центра Великого Устюга — 55 км, до центра муниципального образования Усть-Алексеево — 3 км. Ближайшие населённые пункты — Дресвище, Белозерово, Ольховка, Архангельская Мельница.
По переписи 2002 года население — 6 человек.